# Mark (Dender)
Az Antwerpen tartományban eredő hasonló nevű folyóval kapcsolatban lásd Mark (Dintel)
A Mark belga folyó (franciául: Marcq) a belga Hainaut tartományban található Opzullik és Edingen települések közötti erdőben ered. A folyása mentén találhatók Herne és Galmaarden (Flamand-Brabant tartomány) és Viane (Geraardsbergen, Kelet-Flandria tartomány) települések. A flandriai régióból a folyó egy kanyarral visszatért Vallóniába és a Hainaut tartomány területén található Deux-Acren (hollandul: Twee-Akren) település közelében éri el a Dender folyót.
A folyó neve arra emlékeztet (germán eredetű, kb. "határ"), hogy régen határvonalként tartották számon. A folyó mellett található még egy Mark nevű település is.